# Polyrythmie
Ne doit pas être confondu avec Polymétrie.

hémiole représentée par 3/4-6/8 polymètre.

La polyrythmie consiste à superposer plusieurs rythmes d'accentuations différentes, par exemple binaires et ternaires. Chaque partie rythmique est appelée « motif » quand il s’agit d’un rythme qui se répète.

## Caractéristiques
La notion de rythmique, et donc de polyrythmie, ne se limite pas à des parties de percussions. On peut donc construire le rythme « de base » suivant (ce rythme est souvent appelé un « trois sur quatre ») :
| Partie 1 en 4/4 (3 mesures) : | o | × | × | × | o | × | × | × | o | × | × | × |
| Partie 2 en 3/4 (4 mesures) : | o | × | × | o | × | × | o | × | × | o | × | × |

Les o symbolisent chacun une noire et les × un soupir (un silence de la durée d’une noire)
On constate alors qu'on retrouve la position initiale au bout d'une période de 12 temps (3x4 temps sur 4x3 temps). Une application plus compliquée peut être de concevoir des mesures composées, ou d’inclure des divisions artificielles : triolet, quintolet…
Note sur l’exemple : cet exemple résulte d’un changement de mesure (d’une mesure à 4/4 on passe à une mesure à 3/4) et donc d’une « polymétrie » plus que d’une polyrythmie.
Dans une mesure binaire (disons 2/4), une première portée constituée de 4 croches superposées à une seconde constituée de 2 triolets de croches sont un bon exemple de polyrythmie.

## Applications

### Dans la musique
Les musiques africaines, indiennes et arabes utilisent de multiples formes de polyrythmie. En occident, dès le Moyen Âge, elle est présente dans les polyphonies médiévales et demeure surtout dans les musiques folkloriques particulièrement du centre de l'Europe. Igor Stravinsky avec Le Sacre du printemps en 1913 transcende cette technique suivi par Béla Bartók et Charles Ives. Plus tard, les techniques de musique minimaliste telles que le déphasage théorisé par Steve Reich (Drumming, 1971) utiliseront des procédés très savants de polyrythmie.  Philip Glass utilise la polyrythmie dans son album Glassworks, comme introduction (Ouverture) et conclusion (Closing). Celle-ci prend la forme de triolets opposés à des croches (notée 3:2). 
Wolfgang Amadeus Mozart, dans le dernier mouvement de son Quatuor pour hautbois en fa majeur, à la mesure 95, superpose au 6/8 initial maintenu par les cordes (2 fois 3 croches par temps), une mesure écrite C (4/4), mais en fait un 2/2 (2 fois 4 croches par temps), donnant à la partie de soliste une impression de « décollage » d'une grande virtuosité. Son tour de force le plus complexe pour l'époque est d'avoir superposé trois danses à la fin du premier acte de son Don Giovanni, plaçant ainsi sur deux mesures à 3/4 d'un menuet (orchestre I), trois mesures à 2/4 d'une contredanse (orchestre II) et six mesures à 3/8 d'une danse allemande (orchestre III), « spacialisant » ainsi un bal à plusieurs pistes de danses dans les jardins de la maison de don Giovanni. Dans l'étude op. 25, no 1 de Chopin, la main gauche doit parfois jouer cinq doubles croches d'égale durée pendant que la main droite en joue six ! Si on découpe le temps en trente parties cela donne :
```
# X----X----X----X----X----X----X
# X-----X-----X-----X-----X-----X

```

Iannis Xenakis ira encore plus loin en mélangeant les tempos. Parmi les œuvres les plus difficiles en matière de polyrythmie, les pièces pour orgue de Jean-Louis Florentz se distinguent particulièrement, notamment Les Laudes et Debout sur le Soleil, où le compositeur superpose parfois des croches avec des triolets et des quintolets. 
Beaucoup de musiques récentes telles que le jazz, le rock progressif ou la musique d’Amérique latine comme la samba ou la salsa utilisent aussi cette technique. On en retrouve aussi l'usage dans le heavy metal, et plus particulièrement dans le djent, metal progressif, mathcore, ou math metal. Le groupe de metal Meshuggah est aussi spécialisé dans la polyrythmie. Conlon Nancarrow est reconnu pour avoir poussé la polyrythmie expérimentale à sa limite grâce à l'utilisation d'un piano mécanique. Il est le premier à avoir introduit des constantes mathématiques tels que e et π dans la rythmique de ses œuvres.

### En jonglerie
En jonglerie, des notions de polyrythmie au niveau du rythme des lancers apparaissent en 2005 sur la liste de discussion rec.juggling. Le but est de dissocier le travail des mains pour sortir des modes de jonglerie classiques asynchrone et synchrone. Les séquences siteswap polyrythmiques introduisent de nouveaux rythmes en solo et en passing car elles sont composées de séries de lancers synchrones et asynchrones. Par exemple une séquence polyrythmique 2 sur 3 présente un lancer synchrone suivi de trois lancers asynchrones c’est-à-dire que les mains jettent en même temps (gauche et droite), puis trois lancers à tour de rôle (gauche, droite, gauche ou inversement). Les X marquent les temps où les mains lancent (identique aux temps frappés du polyrythme correspondant en musique).
| rythme à 3 temps | X |  | X |   | X |  | X |  | X |   | X |  |
| rythme à 2 temps | X |  |   | X |   |  | X |  |   | X |   |  |